# لدر اند شو
لدر اند شو (انگلیسی: Leder und Schuh) شرکت پوشاک و کفش اتریشی است، که در سال ۱۸۷۲ تأسیس شد.